# Lil Reese
Tavares Lamont Taylor (n. 6 ianuarie 1993), cunoscut profesional ca Lil Reese, este un rapper și compozitor american, din Chicago, Illinois. Provenit de pe scena drill din Chicago la începutul anului 2010, el este cunoscut pentru colaborările sale cu colegii rapperi Chief Keef, Fredo Santana și Lil Durk. În 2012, Lil Reese a fost prezentat la single-ul "I Don't Like" al lui Chief Keef, care a atins numărul 73 pe Billboard Hot 100, a ajuns pe locul 20 în topul Hot R & B / Hip-Hop Songs și a atins numărul 15 pe graficul Hot Rap Songs. Mixtape-ul său de debut, „Don't Like” a fost lansat mai târziu în acel an. De la prima lansare a mixtape-ului, Lil Reese a lansat șase mixtape în total, inclusiv mixtape-ul „Supa Savage” din 2013, precum și trei EP-uri, inclusiv proiectul colaborativ EP „Supa Vultures” din 2017 cu Lil Durk.

## Cariera
Lil Reese a câștigat recunoaștere când a fost prezentat în hit-ul lui Chief Keef „I Don't Like”, care a atras atenția internațională larg răspândită. Apoi a început să primească popularitate prin videoclipurile sale muzicale, inclusiv „Us” și „Beef”. Apoi a atras atenția producătorului No I.D., care a produs albume sau piese pentru artiști precum Common, Kanye West și alții, ceea ce a dus la semnarea lui Lil Reese cu casa de discuri de hip hop Def Jam.
În noiembrie 2012, a lansat un remix pentru piesa sa „Us” cu Rick Ross și Drake, care a apărut ulterior pe mixtape-ul lui Rick Ross The Black Bar Mitzvah. Lil Reese a creat, de asemenea, multe melodii cu producători de muzică viitori, precum Young Chop. El este, de asemenea, prezentat pe piesa lui Juelz Santana "Bodies". În ianuarie 2013, Lil Reese a lansat un remix la piesa sa „Traffic” cu Young Jeezy și Twista. Pe 2 septembrie 2013, Lil Reese a lansat al doilea mixtape solo, Supa Savage, cu apariții din partea Chief Keef, Lil Durk, Fredo Santana, Wale și Waka Flocka Flame.

## Probleme legale
În mai 2010, Lil Reese a pledat vinovat de acuzații de efracție și a primit doi ani de probă.
Pe 24 octombrie 2012, a fost postat pe internet un videoclip care arăta că Lil Reese agresează o femeie. Pe 28 aprilie 2013, Lil Reese a fost arestat de poliția din Chicago pe baza unui mandat emis cu două zile mai devreme, bazat pe încălcarea penală a unei reședințe cu persoane prezente, baterie și acțiune mafiotă din incidentul video din februarie 2012.
Pe 23 iunie 2013, Lil Reese a fost arestat la Chicago și acuzat de furt de autovehicule după un incident din 13 aprilie 2013, în care nu a putut furniza dovezi de proprietate pentru un BMW 750Li. Cu toate acestea, acuzația a fost ulterior abandonată. Pe 13 iulie 2013, Lil Reese a fost arestat din nou la Chicago pentru posesie de marijuana, o încălcare a probațiunii sale.

## Viata personala

### Impuscaturi
Pe 11 noiembrie 2019, Lil Reese a fost rănit critic într-o împușcare la o intersecție aglomerată din zona Markham și Country Club Hills. Poliția Country Club Hills a răspuns la 167th Street și Pulaski Road în jurul orei 14:30. Martorii au spus poliției că Reese a fost urmărită de un șofer al unei alte mașini în timpul unei urmăriri. Martorii au raportat că au auzit până la 12 focuri de armă în timpul urmăririi. Șoferul vehiculului respectiv a coborât din mașină și l-a împușcat pe bărbat cu ceea ce martorii au numit o pușcă mică și apoi a fugit de la fața locului.
Pe 18 noiembrie, Reese a trimis informații despre eliberarea din spital și că a supraviețuit împușcăturii și că este „viu și bine”. La o zi după ce a părăsit spitalul, a lansat o nouă piesă „Come Outside”.

### Controversa de pe Twitter
În martie 2020, în timpul pandemiei COVID-19, Lil Reese a postat un mesaj controversat pe Twitter: „Chinezii, oameni urâți, au luat toată lumea [dracului]”. În timp ce unii i-au susținut declarația, alții l-au condamnat pentru rasism. Reese s-a confruntat cu reacții imediate pentru comentariul său; mulți l-au rugat să șteargă tweet-ul. După ce contul său de Twitter a fost suspendat, a intrat pe Instagram pentru a posta o captură de ecran a notificării oficiale de încălcare de pe Twitter cu subtitrările, „Lol Uite cum au făcut chinezii Twitter-ul meu”.

## Discografie

### Mixtape-uri
- Don't Like (2012)
- Supa Savage (2013)
- Supa Savage 2 (2015)
- 300 Degrezz (2016)
- Better Days (2017)
- GetBackGang (2018)
- GetBackGang 2 (2019)

### EP-uri
- Supa Vultures (cu Lil Durk) (2017)
- Normal Backwrds (2018)
- Lamron 1 (2020)